# منتخب الهند لهوكي الدحرجة
منتخب الهند لهوكي الدحرجة (بالإنجليزية: India national roller hockey team)‏ هو ممثل الهند الرسمي في المنافسات الدولية في هوكي الدحرجة
.